# José Luis Garzón
José Luis Garzón Fito (Valencia, España, 4 de agosto de 1946-Sabadell, Barcelona, España, 17 de marzo de 2017) fue un futbolista español que jugaba de centrocampista.

## Clubes
| Club                   | País   | Año       |
| ---------------------- | ------ | --------- |
| C. E. Sabadell F. C.   | España | 1968-1971 |
| Sevilla F. C.          | España | 1971-1974 |
| Real Sporting de Gijón | España | 1974-1976 |
| C. E. Sabadell F. C.   | España | 1976-1979 |